# XMO
XMO là một kênh truyền hình cáp tiếng Hà Lan trình chiếu những bộ phim khiêu dâm đồng tính nam, được trình chiếu 24 giờ một ngày trên hệ thống UPC từ 23:00 đến 11:00. Còn thời gian từ 11:00 đến 23:00 thì kênh trình chiếu những chương trình từ công ty chị OUTTV, với nội dung về phong cách ăn mặc và những bộ phim giải trí dành cho những khán giả đồng tính nam.